# Weisseneggerhof

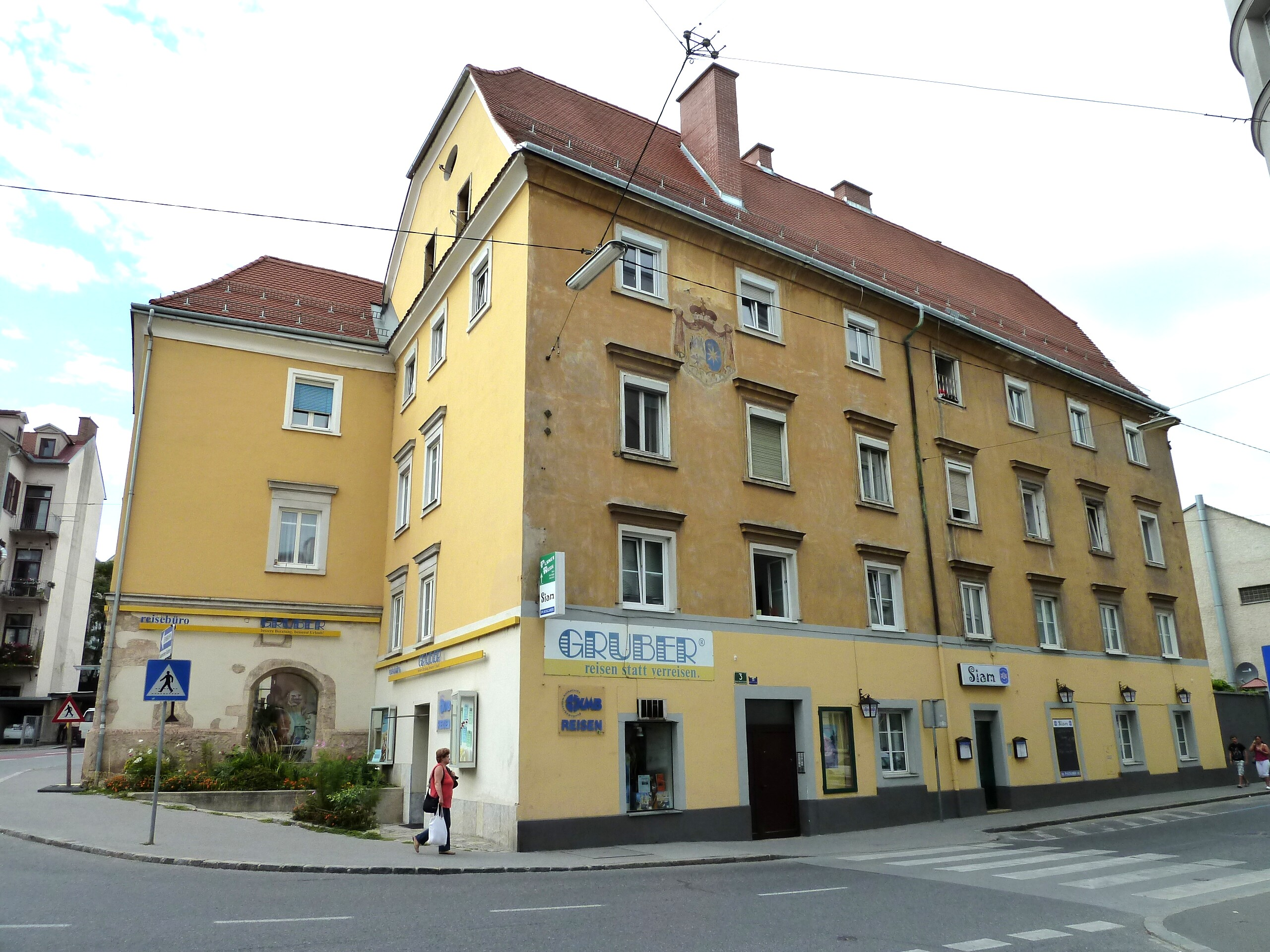
Der Weisseneggerhof im September 2011

Der Weisseneggerhof ist ein ehemaliger Edelhof in Graz. Seine Geschichte geht in das 15. Jahrhundert zurück. Heute befindet er sich in Privatbesitz.

## Lage

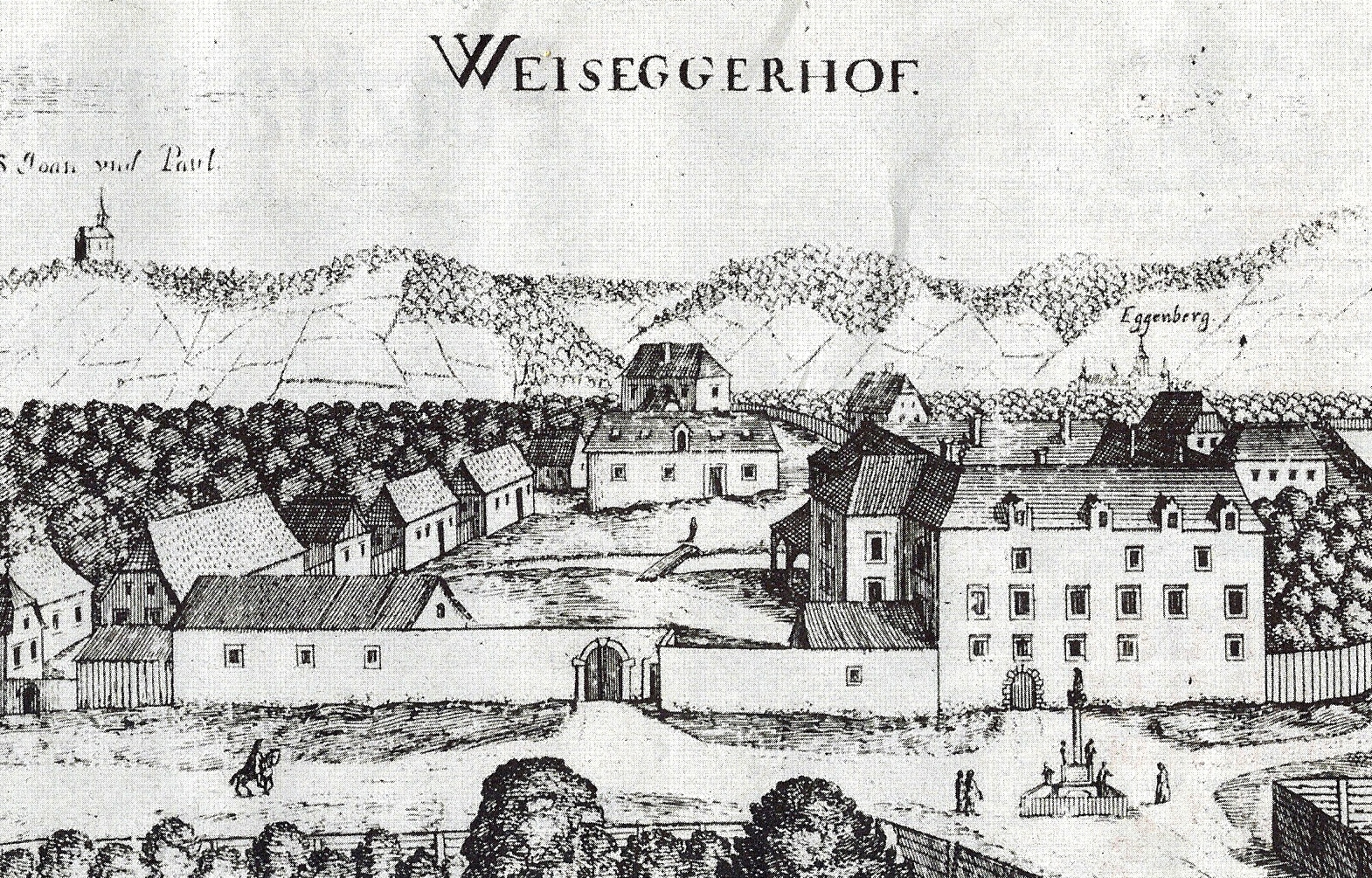
Vischer-Stich vom „Weiseggerhof“, nach 1596

Das Gebäude befindet sich im vierten Grazer Stadtbezirk Lend in der Hans-Resel-Gasse 3.

## Geschichte
Der Weisseneggerhof war ursprünglich ein Bauernhof, der den Landesfürsten gehörte. Im Jahr 1414 kam er in den Besitz von Hans Strohmeyr, der ihn an Hans Hofstetter zu Tobel verkaufte. Vor 1480 wurde der Bauernhof wahrscheinlich zu einem Edelhof und gehörte Paul Golder. Um 1490 ging das Gut an Wolfgang von Weissenck, der ihn 1529 an seinen Sohn Hans vererbte. Zu dieser Zeit war der Hof als „Goldenhof“ oder „Hof zu Lidlsdorf“ bekannt. Hans Golders Enkelin Johanna heiratete 1591 Erasmus von Glojach und brachte das Anwesen mit in die Ehe. Zwischen 1593 und 1596 wurde das Gebäude von Glojach in die heute noch großteils erhaltene Gestalt umgebaut. Weitere Umbauarbeiten erfolgten 1624 und 1626.
1635 wurde das Anwesen von Glojachs Erben an Johann Ulrich von Eggenberg verkauft, der es mit seiner Herrschaft Eggenberg verband. Die Eggenberger vergrößerten den Hof. Bis 1785 blieb das Gut im Besitz derer von Eggenberg, ehe es von Richard Seebacher gekauft wurde. Im Jahr 1962 wurde das Gebäude renoviert. Heute befindet es sich in Privatbesitz.

## Beschreibung

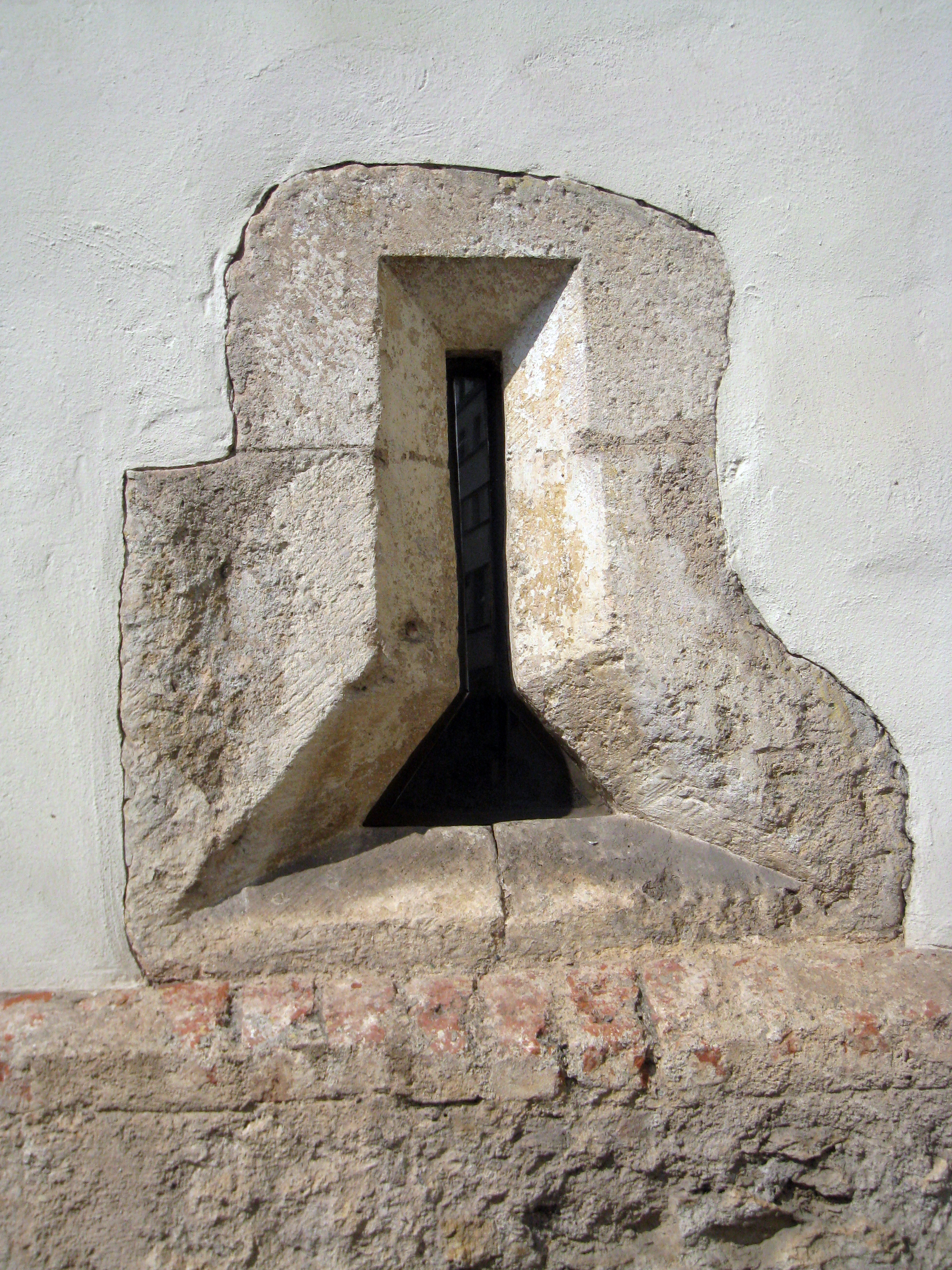
Weisseneggerhof Graz, Schießscharte

Das heutige Aussehen des Weisseneggerhofs stammt zum Großteil aus der Zeit von 1593 bis 1596 sowie 1624 bis 1626. Das Gebäude hat einen spätgotischen Baukern und besteht aus mehreren Baukörpern, Fassaden mit verdachten Fenstern unter einer Kombination von Walm- und Krüppelwalmdächern. An der westlichen Seite des Hofes befinden sich zweigeschoßige Pfeilerarkaden. 1732 wurde an der Ostfassade ein Fresko mit einem Allianzwappen der Eggenberger und der Sternberger angebracht.
Im Erd- sowie in den Obergeschoßen des östlichen und südlichen Traktes befinden sich mehrere Räume mit Spitzbogen-Stichkappengewölben, die zum Teil Spitzbogengurte aufweisen.  Der Osttrakt weist im ersten und im zweiten Stock mit Wappenschildern versehene Stichkappen- und Sterngratgewölbe auf. Im Stiegenaufgang befindet sich ein steinernes Schulterbogenportal. 1994, bei der Restaurierung eines Geschäftslokals wurden an der Südseite des turmartigen Vorbaus dreieckige Schlüssel-Schießscharten freigelegt. 